# Montbel (Ariège)
Montbel é uma comuna francesa na região administrativa de Occitânia, no departamento de Ariège.